# Krystyn Plewko

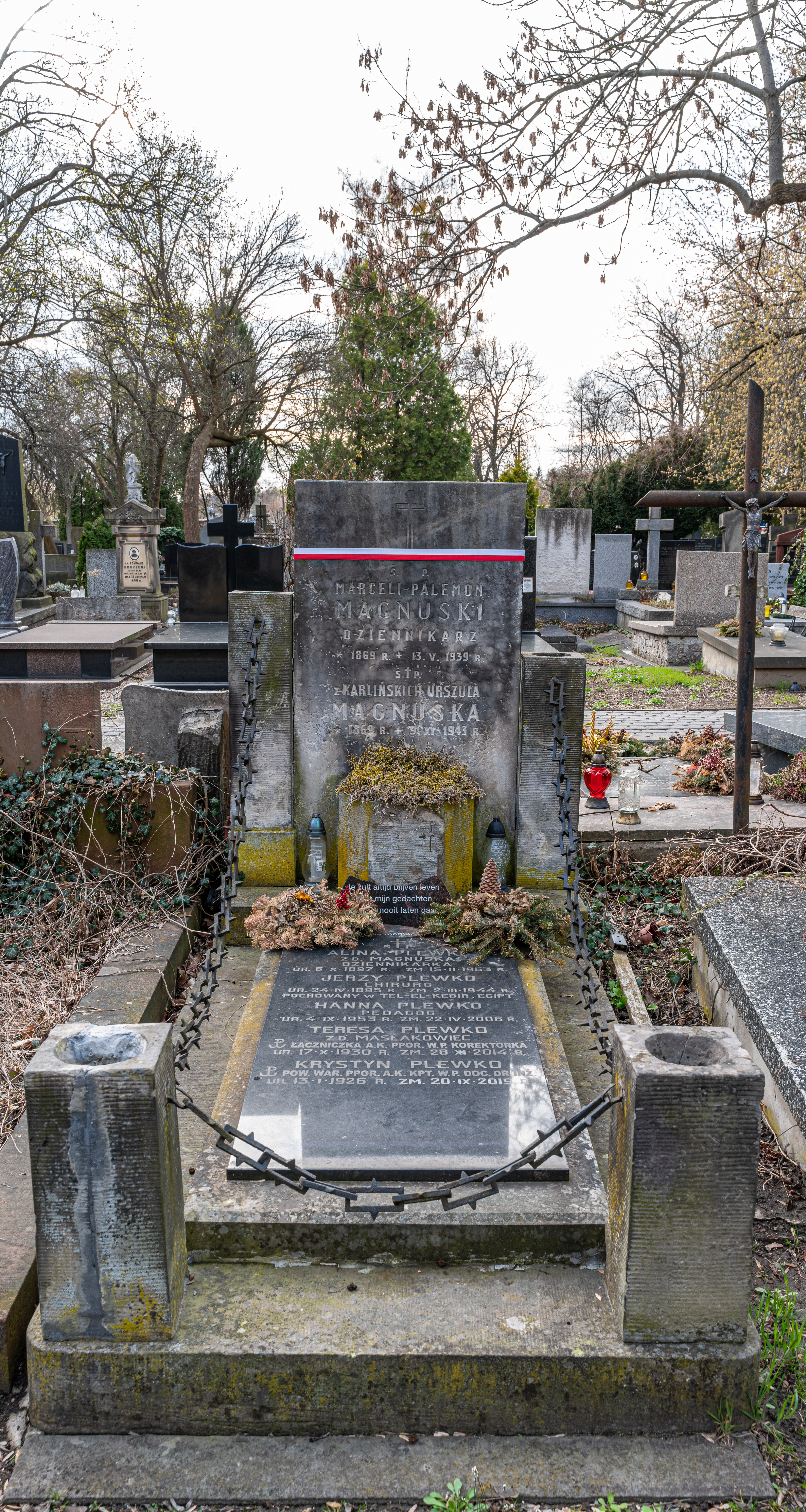
Grób Krystyna Plewki na cmentarzu Powązkowskim w Warszawie

Krystyn Plewko ps. „Krystyn” (ur. 13 stycznia 1926 w Warszawie, zm. 20 września 2019 tamże) – polski doktor nauk technicznych, wykładowca akademicki, żołnierz Armii Krajowej, powstaniec warszawski, kapitan Wojska Polskiego.

## Życiorys
Był synem Jerzego Plewko i Aliny z domu Magnuskiej. Absolwent warszawskiego Gimnazjum Wojciecha Górskiego, po wybuchu II wojny światowej kontynuował naukę na tajnych kompletach w Gimnazjum im Adama Mickiewicza, gdzie zdał egzamin maturalny (1944). 
Od maja 1942 roku był członkiem Szarych Szeregów (3. WDH im. księcia Józefa Poniatowskiego). W listopadzie tegoż roku złożył przysięgę żołnierską. W czerwcu 1944 roku ukończył konspiracyjną Szkołę Podchorążych im. Lisa-Kuli. Podczas powstania warszawskiego walczył służył w sekcji ochrony sztabu 4. Rejonu I Obwodu przy ul. Marszałkowska 125, a następnie – w kompanii szturmowej „Stefan” (dowódca: por. Stefan Skórzewski „Stefan”). Brał udział w walkach w Śródmieściu, m.in. osłaniając zdobycie gmachu PAST-y.
Po upadku powstania dostał się do niewoli niemieckiej i został osadzony w Stalagu IV B/H – szpital jeniecki w Zeithain (nr jeniecki 299470). Po wyzwoleniu obozu w kwietniu 1945 roku powrócił do kraju. W obawie przed aresztowaniem udał się na Górny Śląsk, gdzie brał udział w pracach Opolskiej Grupy Operacyjnej przy Komitecie Ekonomicznym Rady Ministrów, polegającej na inwentaryzacji i przejmowaniu obiektów przemysłowych od wojsk radzieckich. 
We wrześniu 1945 roku rozpoczął studia na Wydziale Elektrycznym Politechniki Śląskiej. Wówczas też ujawnił się przed Komisją Likwidacyjną byłej Armii Krajowej, kierowaną przez mjr. Zygmunta Waltera-Jankego. W 1945 roku przeniósł się do Sopotu, kontynuują naukę na Wydziale Elektrycznym Politechniki Gdańskiej. Tu zaangażował się w działalność Bratniej Pomocy Studentów uczelni, pełniąc funkcję kierownika sekcji informacji i propagandy. Stało się to przyczyną relegowania go z uczelni z tzw. „wilczym biletem” w 1949 roku. Podjął pracę na jako nauczyciel matematyki i fizyki w szkołach zawodowych w Sopocie, a następnie w Warszawie (1949–1952). Następnie, w latach 1952–1953 pracował w Biurze Inżynierskim Polskiego Radia. Wówczas to – zatajając „wilczy bilet” – podjął studia w Wieczorowej Szkole Inżynierskiej, gdzie w 1953 roku otrzymał dyplom inżyniera. Przez kolejne trzynaście lat pracował na uczelni, prowadząc zajęcia ze studentami oraz kierując zespołem dziesięciu laboratoriów. Równolegle kształcił się na Politechnice Warszawskiej, gdzie w 1959 roku otrzymał stopień magistra. Od 1966 roku został pracownikiem dydaktycznym Wydziału Łączności Politechniki. Na tej uczelni w 1974 roku otrzymał tytuł doktora nauk technicznych. Równolegle od 1974 roku podjął pracę w Instytucie Łączności, gdzie był zatrudniony do przejścia na emeryturę w 1986 roku. W tym okresie pełnił funkcje: kierownika Zakładu Miernictwa, kierownika Zakładu Systemów i Sieci Telekomunikacyjnych, pełnomocnika ds. naukowych dyrektora Instytutu i zastępcy dyrektora Instytutu ds. naukowych. Ponadto, w latach 1978–1991 zasiadał w Radzie Naukowej Placówki.
W swej pracy badawczej Krystyn Plewko zajmował się głównie zagadnieniami teletransmisji. Jego dorobek publicystyczny obejmuje ok. 180 pozycji (książek, skryptów, artykułów naukowych, technicznych oraz popularnonaukowych, notatek encyklopedycznych, referatów, audycji radiowych i telewizyjnych oraz 15 raportów i sprawozdań). Był również aktywny w pracy redaktorskiej, kierując w latach 1975–2000 czasopismami branżowymi takimi jak „Problemy Łączności” (1975–1976), „Prace Instytutu Łączności i Biuletyn Informacyjnego IŁ” (1977–2000), „Przegląd Telekomunikacyjny” (1980–1981), „Wiadomości Telekomunikacyjne” (1991) oraz połączonych „Przeglądu Telekomunikacyjnego i Wiadomości Telekomunikacyjnych” (1994–1994). W ostatnim z wymienionych periodyków otrzymał tytuł dożywotniego Honorowego Redaktora Naczelnego. Był także członkiem Związku Nauczycielstwa Polskiego (1945–1967) oraz Stowarzyszenia Elektryków Polskich, gdzie działał głównie w Sekcji Telekomunikacyjnej organizacji.
W listopadzie 1944 roku został awansowany do stopnia podporucznika. W 2000 otrzymał awans na kapitana Wojska Polskiego w stanie spoczynku. Natomiast w 1989 roku, decyzją ówczesnego ministra edukacji narodowej, prof. Henryka Samsonowicza został rehabilitowany od decyzji władz Politechniki Gdańskiej o „wilczym bilecie”.
Został pochowany na cmentarzu Powązkowskim w Warszawie (kwatera 118, rząd 5, miejsce 24).

### Publikacje
- Zarys transmisji danych (1966)
- Telekomunikacyjne środki łączności w zarządzaniu (1967)
- Metody i przyrządy pomiarowe w teletransmisji cyfrowej: praca zbiorowa (1979, kier.)
- Zarys metody programowania prac naukowo-badawczych w dziedzinie telekomunikacji na okres lat 1976–1980 (1983)
- Nowe techniki w telekomunikacji (1995, red.)

## Nagrody i odznaczenia
Jeszcze w latach II wojny światowej Krystyn Plewko został Krzyżem Walecznych. W latach późniejszych uhonorowano go m.in. Srebrnym Krzyżem Zasługi z Mieczami, dwukrotnie Medalem Wojska, Krzyżami: Kawalerskim i Oficerskim Orderu Odrodzenia Polski, Srebrnym Krzyżem Zasługi, dwukrotnie Krzyżami Armii Krajowej, Warszawskim Krzyżem Powstańczym, Krzyżem Partyzanckim oraz Medalem Komisji Edukacji Narodowej. Otrzymał również pamiątkowe medale: im. prof. J. Groszkowskiego, prof. M. Pożaryskiego, prof. S. Fryzego oraz im. F. Kucharzewskiego (NOT). Był wielokrotnie nagradzany za pracę dydaktyczną nagrodami rektorów: Wieczorowej Szkoły Inżynierskiej oraz Politechniki Warszawskiej.